# チャック・ジョーンズ
チャールズ・マーティン・‘チャック’・ジョーンズ（Charles Martin "Chuck" Jones 、1912年9月21日 - 2002年2月22日）は、アメリカ合衆国のアニメーター、漫画家、映画脚本家、プロデューサー、アニメ映画監督であり、担当した作品の大半は『ルーニー・テューンズ』や『メリー・メロディーズ』などワーナー・ブラザースに関係した短編アニメ作品が占めている。
『オペラ座の狩人』（1957年）や『カモにされたカモ』（1952年）（これらの作品は後にアメリカ国立フィルム登録簿に登録された）、『標的は誰だ』、『ちゃっかりウサギ狩り』、『何のシーズン？』の狩人三部作（1951年 - 1953年）などといった、バッグス・バニー、ダフィー・ダック、ロードランナー&ワイリー・コヨーテ、ペペ・ル・ピュー、ポーキー・ピッグとその他大勢のワーナーキャラクターが出演する古典アニメ作品の監督を多く務め、重要な原案者及びストーリーテラーとして君臨した。
1962年にワーナーを退社した後、「Sib Tower 12 Productions」を設立、『トムとジェリー』シリーズ (1962年‐1967年) や、ドクター・スースの『いじわるグリンチのクリスマス』（1966年）のアニメ化などといったメトロ・ゴールドウィン・メイヤー（MGM）での仕事を始めた。後に「Chuck Jones Enterprises」という自身のスタジオを作り定期的に『ルーニー・テューンズ』に関係した作品を作り続けた。

## 人物

### 青年期まで
ジョーンズはワシントン州のスポケーンで生まれた後、両親と3人の兄弟と共にカリフォルニア州のロサンゼルスへ移った。ジョーンズは自伝『Chuck Amuck』の中で、自分の美術の才能は、1920年代にカリフォルニアで事業の失敗を繰り返していた父親に培われたものだとしている。ジョーンズの父親は新しく事業を立ち上げる際、自分の会社の名前の入った鉛筆や文房具を買い入れた。事業が失敗すると、彼は使い物にならなくなったこれらの文房具を子供に与えては、なるべくすぐに使い切るよう子供に言っていた（例：両面使用禁止）。上質の紙や鉛筆の供給は尽きることがなく、子供たちは精力的に描き続けた。
後にある美術の授業で教授は真剣に「価値のあるものを描くことができるまでに10万枚の駄作を生み出さなければならない。」と生徒に教えた。チャック・ジョーンズはこの発言が大きな心のよりどころとなり、20万枚を描いたところで、やっとすべての文房具を使い切ることができた。
ジョーンズと兄弟の何人かは美術の道へ進んだ。シュイナード芸術学校を卒業したあと、ジョーンズはウォルト・ディズニーのスタジオでのセル画洗いやアブ・アイワークスのスタジオでの補助アニメーターなどといったアニメ業界の中で低賃金の仕事についた。アブ・アイワークスのスタジオで働いているとき、後にジョーンズと結婚するセル画担当者ドロシー・ウェブスターに出会った。

### ワーナー時代
1933年、『ルーニー・テューンズ』や『メリー・メロディーズ』を制作していたワーナー・ブラザース系列のアニメーション制作会社レオン・シュレジンガー・プロダクションにアニメーターとして入社し、『Buddy's Day Out』で、本格的にアニメーターデビューを果たす。また、この作品はワーナーのアニメスタジオが制作した初の作品となった。1935年にはシュレジンガー・プロダクションの新監督テックス・アヴェリーの許で働くことになった。この小さなスタジオの中にアヴェリーのための部屋はなく、アヴェリーとジョーンズはボブ・クランペット、バージル・ロス、シド・サザーランドといったアニメーターたちとスタジオの近くにある"Termite Terrace"（白蟻の館）と呼ばれる建物へ移った。
クランペットが監督に就任した1937年、ジョーンズはクランペットの班に参加した。というのは、かつてジョーンズを雇っていたアブ・アイワークスが1937年に4本のアニメ作品の下請けを委託したからである。
1938年にフランク・タシュリンがスタジオを去ると、ジョーンズは監督（このスタジオでは監督にあたる職位は「スーパーバイザー」と呼ばれていた）に就任した。ジョーンズの初監督作品は、のちにスニッフルズ（Sniffles）というねずみへ発展するかわいらしい子猫の出てくるナイトウォッチマンである。
1930年代から1940年代初期のジョーンズの作品は豪華だったが、観客やレオン・シュレジンガー・スタジオのスタッフは、本物のユーモアの欠如を見抜いていた。のろのろ動き、「かわいらしさ」が過剰なジョーンズの初期の作品（特にTom Thumb in Troubleやスニッフルズ出演作）は、ウォルト・ディズニーの短編の二番煎じという印象が強かった。
1942年の『ドーバー・ボーイズ』でついにジョーンズは従来のかわいらしさやアニメにおけるお約束から抜け出すことができた。彼はこの作品を「どうやって面白くするかを教えてくれた」と評価する。この作品はアメリカ映画で初めてリミテッド・アニメーションが使用された作品でもあり、ディズニーに影響されたよりリアルな作品とは別物になっていた。この作品以来、チャーリードッグ、 ヒュービーとバートや、3匹の熊といった現在ではあまり知られていないキャラクターが制作され始める。今日こういったキャラクターは知名度が高いとは言えないが、これらの初期キャラクターが登場する作品はジョーンズが面白くすることを意図して制作した初期の作品を代表するものとなっている。
第二次世界大戦の間、ジョーンズはシオドア・スース・ガイゼル（Theodor Seuss Geisel、後のDr.スース）とともに軍事教育アニメPrivate Snafuを制作した。Private Snafuは当時の一般大衆向け作品よりもきわどいものとなっており、スパイ行動や怠惰を戒める教育を目的としたものであった。後にジョーンズはスースの作品のアニメ化を数多く手がけるようになり、代表的なものは1966年の『いじわるグリンチのクリスマス』（How the Grinch Stole Christmas!）である。
ジョーンズは1940年代後半からペースを取り戻し、1950年代に納得の行く作品を作り続けた。このころクロード・キャットやマーク・アンソニー&プッシーフット、チャーリー・ドッグやミシガンフロッグなどが作られ、中でも有名なのがロードランナー&ワイリー・コヨーテである。ワイリー・コヨーテはマーク・トウェインの『西部放浪記』（Roughing It）が元になっており、「背が高く病的でやせていて惨めな身なりの骸骨」や「生ける欲望の寓話である。彼は常に腹をすかしている」と『西部放浪記』内で表現がされている。マイケル・マルティーズ（Michael Maltese）が原案・脚本を担当した『カモにされたカモ』（Duck Amuck）、『魅惑の蛙』（One Froggy Evening）、『オペラ座の狩人』（What's Opera, Doc?）といったジョーンズの監督作品は今日まで名作と評されている。
ジョーンズのチームAのスタッフは、ジョーンズ自身同様作品を成功に導くのに重要だった。重要なメンバーの中には、脚本家のマイケル・マルティーズ、背景・レイアウト兼助監督のモーリス・ノーブル、アニメーター兼助監督のエイヴ・レヴァイトー（Abe Levitow）、そしてケン・ハリスとベン・ワーシャム（Ben Washam）というアニメーターもいた。
1950年、ジョーンズとマルティーズは、『標的は誰だ』の制作を始める。ジョーンズらはこの作品で、ダフィー・ダックを従来の滑稽で笑いを誘うキャラクターから、虚栄心が強く自己中心的で、バッグズ・バニーを押しのけてスポットライトを浴びたがる主役気取りのキャラクターへと変更し、以降の作品でもこの位置付けが定着した。ジョーンズいわく「バッグズ・バニーは僕らのなりたいもので、ダフィー・ダックは僕らそのもの」。
1950年代を通じてジョーンズはずっとワーナー・ブラザースの仕事をしていたが、1953年にワーナーがアニメ制作スタジオがロサンゼルスからバーバンクに移設するため、スタジオを一時的に閉鎖したことがあった。閉鎖の間はウォルト・ディズニー・ピクチャーズでウォード・キンボールと組み、4ヶ月間クレジットなしで『眠れる森の美女』（1959年）の制作に協力した。ワーナーがアニメ部門を再開した後に復帰した。
1960年代初頭、ジョーンズ夫妻はGay Purr-eeの脚本を担当した。この映画はジュディ・ガーランド、ロバート・グーレ、レッド・バトンズらがパリの猫たちの声を当てることになっていた。制作はユナイテッド・プロダクションズ・オブ・アメリカ（UPA）で、監督はジョーンズのかつての同僚 Abe Levitow。ジョーンズはワーナー・ブラザースと独占契約を結んでおり、この映画の仕事はワーナーには無断で引き受けたものだった。しかしUPAが映画を1962年に完成させ、公開したところをワーナー・ブラザースに見つかってしまう。ジョーンズの契約違反を知ったワーナー・ブラザースは、ジョーンズをクビにし、それからまもなくアニメスタジオも閉鎖してしまった。自伝を含めジョーンズはあちこちでジャック・ワーナーがアニメスタジオの閉鎖を決めた理由を「アニメスタッフがミッキーマウスのようなアニメを作る気がないとようやく悟ったからである。」と言及している。そしてジョーンズは、途中まで手掛けていたバッグス・バニー主演の映画『取れぬウサギの皮算用（原題：The Iceman Ducketh、1964年）』の製作から外れ、後輩アニメーターであるフィル・モンローに代わりを委ねた。

### ワーナー・ブラザース退社後から復帰まで
ジョーンズはレス・ゴールドマンをビジネスパートナーに迎え、「Sib Tower 12 Productions」という独立アニメスタジオを設立した。モーリス・ノーブルとマイケル・マルティーズを含むワーナー時代の多くの仲間がこれに加わった。1963年、MGMはSib Tower 12 Productions社に『トムとジェリー』の制作を委託した。『トムとジェリー』は最初のハンナ・バーベラ・プロダクション版よりも優れていると評価された。1964年Sib Tower 12 Productions社はそのMGMに吸収合併され、「MGM Animation/Visual Arts」になった。1965年、ジョーンズの手がけた短編アニメーション『点と線』（The Dot and the Line: A Romance in Higher Mathematics）はアカデミー短編アニメ賞を受賞した。このころジョーンズはThe Bear That Wasn'tという古典アニメも手がけている。
『トムとジェリー』シリーズが1967年に打ち切りになり、ジョーンズは活動の場をテレビに移した。1966年、彼はテレビスペシャル『いじわるグリンチのクリスマス』（How the Grinch Stole Christmas!）の制作・監督をし、声や顔の動きはボリス・カーロフが担当した。ジョーンズはほかにもHorton Hears a Who!などといったテレビシリーズの仕事をしたが、彼がよく覚えていたのは、1970年にMGMが公開した際、生ぬるい作品だと評されたThe Phantom Tollboothだった。1969年、ジョーンズはウォルト・ケリーのコミック・ストリップ『ポゴ』（Pogo）を基にしたPogo Special Birthday Specialという作品の共同監督に参加し、Porky PineとBun Rabの声を当てた。
MGMは1970年にアニメ部門を閉鎖、ジョーンズは再び自分のスタジオ「Chuck Jones Enterprises」を設立。1971年にABCのテレビアニメシリーズThe Curiosity Shopを制作した。
このころの代表作は『モーグリの兄弟』、The White SeaL、Rikki-Tikki-Taviといったラドヤード・キップリングの小説『ジャングル・ブック』のアニメ化作品である。1976年、『動物の謝肉祭』をバッグズ・バニーとダフィー・ダック主演でアニメ化するという仕事のため、ワーナー・ブラザースに復帰。それからジョーンズは自分の傑作集であるThe Bugs Bunny/Road Runner Movieを制作。このとき、ジョーンズは『ジ・エレクトリック・カンパニー』に出てくるロードランナーの短編と『バッグス・バニーのクリスマス』（Bugs Bunny's Looney Christmas Tales）（いずれも1979年公開）を制作し、1980年のBugs Bunny's Bustin' Out All Over以降バッグズ・バニーの新作は作らなかった。1977年から1978年の間、ジョーンズはシカゴ・トリビューンとNYニュースシンジケートに配給するためのコミック・ストリップ "Crawford"（"Crawford & Morgan"）の脚本・作画を行った。

### 晩年
1980年代から90年代にかけて、ジョーンズはアニメやパロディを制作しては、自分の娘の運営するアニメーション・ギャラリー、リンダ・ジョーンズ・エンタープライズ社に売らせていた。ジョーンズはインターネット向けに新キャラクター「トーマス・ティンバーウルフ」が登場する作品をつくったり、映画『グレムリン』（1984年）にカメオ出演したり、『グレムリン2 新・種・誕・生』（1990年）の中に出てくるバッグズ・バニーとダフィー・ダックの出てくるアニメーションの監督も担当したりした。また、『カウチポテト・アドベンチャー』（Stay Tuned、1992年）や『ミセス・ダウト』（1993年）といった映画の中に出てくるアニメーションも彼が監督した 。
1988年、ジョーンズはロンドンに開館する映像博物館（Museum of the Moving Image）に赴き、数日間にわたり高い足場の上で作業を続け、博物館の壁に直接作品を描いた。知性主義、ストーリーテリングと自己分析の能力により、ジョーンズは20世紀のアニメーションの発展に貢献した人間の一人となった。1993年にはオグルソープ大学から名誉学位を受け取った。さらにアニメ産業に貢献したということでハリウッド・ウォーク・オブ・フェームに、ジョーンズの星印（7011 Hollywood Blvd）がある。
ジョーンズは生涯に8度もアカデミー賞にノミネートされ、『恋を知らぬペペ』（For Scent-imental Reasons、1949年）と『点と線』（1965年）がアカデミー短編アニメ賞を、So Much for So Little（1949年）がアカデミー短編ドキュメンタリー映画賞を受賞した。また「半世紀以上にわたり現実世界にいるわれわれに楽しみを与えてくるアニメ作品やキャラクターを作り続けた」として、1995年に映画芸術科学アカデミーの理事会からアカデミー名誉賞が贈られた。
ジョーンズが担当した最後の『ルーニー・テューンズ』作品はバッグズ・バニー（声：グレッグ・バーソン）とヨセミテ・サムが出演した『宝の箱でお払い箱』（From Hare to Eternity、1996年）で、この作品は1995年に死去したアニメ監督フリッツ・フレレングに捧げられた作品である。この頃ジョーンズは『ルーニー・テューンズ』に関係した作品もそうでない作品も手がけ、このときの代表作はChariots of Fur（1994年）で、ジョーンズが担当したバージョンの、最後のロードランナーの出演作でもある。
1997、ジョーンズは、エドワード・マクダウェル賞を受賞した。
2002年に心不全で死去。89歳没。21年前にガンで亡くなった盟友、マイケル・マルティーズと同じ命日となった。
2004年の『ダフィーの大統領』（Daffy Duck for President）は、ジョーンズの著書を原作としており、キャラクターのデザインも彼の時代のものを真似ている。2000年に公開予定だったが、2004年までに公開が延期になった（いずれの年も現実に大統領選挙があった）。

## 代表作品
- ダフィと恐竜 Daffy Duck and the Dinosaur（1939年）
- ドーバー・ボーイズ The Dover Boys（1942年）※The 50 Greatest Cartoons選定作品
- なんとしてでも当選させよう Hell-Bent for Election（1944年、フランクリン・ルーズベルトのための選挙キャンペーン・フィルム）
- 猫は負け犬 Scaredy Cat（1948年）
- ハチャメチャコンサートLong-Haired Hare（1949年）
- 恋を知らぬぺぺ For Scent-imental Reasons（1949年）※アカデミー短編アニメ賞受賞
- コヨーテ怒りのダッシュ Fast and Furry-ous（1949年）
- So Much for So Little（1949年、アメリカ公衆衛生局のために制作）※アカデミー短編ドキュメンタリー映画賞受賞
- セビリアのラビット理髪師 Rabbit of Seville（1950年）※The 50 Greatest Cartoons選定作品
- 狩人3部作 The"Hunting Trilogy"
  - 標的は誰だ Rabbit Fire（1951年）
  - ちゃっかりウサギ狩り Rabbit Seasoning（1952年）※The 50 Greatest Cartoons選定作品
  - 何のシーズン? Duck! Rabbit! Duck!（1953年）
- 子ネコに首ったけ Feed the Kitty（1952年）
- カモにされたカモ Duck Amuck（1953年）※The 50 Greatest Cartoons選定作品、及び、アメリカ国立フィルム登録簿登録作品
- ダフィー・ウォーズ Duck Dodgers in the 24½th Century（1953年）※The 50 Greatest Cartoons選定作品、及び、アメリカ国立フィルム登録簿登録作品
- オーレ!!は闘牛ウサギ Bully for Bugs（1953年）
- 魅惑の蛙 One Froggy Evening（1955年）※The 50 Greatest Cartoons選定作品、及び、アメリカ国立フィルム登録簿登録作品
- オペラ座の狩人 What's Opera, Doc?（1957年）※The 50 Greatest Cartoons選定作品、及び、アメリカ国立フィルム登録簿登録作品
- ダフィーはロビンフッド Robin Hood Daffy（1958年）
- ドレミなへべれけ High Note（1960年）
- Now Hear This（1962年）
- 点と線 The Dot and the Line: A Romance in Lower Mathematics（1965年）※アカデミー短編アニメ賞受賞[1]
- いじわるグリンチのクリスマス How the Grinch Stole Christmas!（1966年、TVスペシャル）
- The Bear that Wasn't（1967年）
- セサミストリート Sesame Street（1969年、アニメパート）
- ジ・エレクトリック・カンパニー The Electric Company（1971年）
- Horton Hears A Who!（1970年、TVスペシャル)
- The Phantom Tollbooth（1970年)
- Rikki-Tikki-Tavi（1975年、TVスペシャル)